# Financování prodávajícím
Financování prodávajícím (z angl. seller financing) představuje metodu financování, která se využívá při akvizici nemovitosti nebo podniku. V rámci tohoto modelu prodávající nevyžaduje okamžitou úhradu celkové kupní ceny při převodu nemovitosti nebo obchodního podílu, ale akceptuje zálohu v dohodnuté výši a zbytek kupní ceny je hrazen v pravidelných splátkách (typicky měsíčních), které jsou stanoveny v rámci splátkového kalendáře, který je součástí kupní smlouvy. Tento proces pokračuje až do doby, kdy je dluh plně splacen, nebo do okamžiku, kdy vyprší termín pro jeho splacení. V takovém případě dochází k jednorázovému doplacení jistiny formou tzv. balónové platby. Součástí splátek je také úrok, který je obvykle vyšší než na trhu s hypotečními úvěry.
V kontextu běžného jazyka lze tento koncept charakterizovat jako situaci, kdy prodávající na nákup daného aktiva nabídne kupujícímu půjčku, kterou by jinak kupující získal od banky. Z hlediska prodávajícího je tato transakce chápána jako investice, jejíž návratnost je závislá na finanční spolehlivosti kupujícího a jeho schopnosti a ochotě splácet půjčku. Kupující může tuto možnost považovat za přínosnější, zejména pokud nemá přístup k tradičním bankovním úvěrům. Obecně však platí, že půjčka je zajištěna zástavním právem k prodávané nemovitosti, které je zapsáno na katastru nemovitostí. V případě, že kupující nesplní své závazky, je nemovitost prodána nebo zabavena přesně tak, jak by tomu bylo v případě, kdy by byla zástavcem banka. Seller financing se v souvislosti s rezidenčními nemovitostmi nazývá také termíny „owner financing“ nebo „purchase-money mortgage“.
Neexistují žádné univerzální požadavky pro financování prodávajícím. V zájmu ochrany zájmů kupujícího i prodávajícího by měla být sepsána právně závazná kupní smlouva za asistence právníka a následně podepsána oběma stranami.

## Výhody
Výhody prodávajícího/kupujícího:
- Jak kupující, tak prodávající mohou ušetřit náklady na uzavření obchodu.
- Mohou si vyjednat úrokovou sazbu, splátkový kalendář a další podmínky půjčky dle vlastních preferencí a možností.
- Transakce se může uskutečnit během několika dnů nebo týdnů,[3] na rozdíl od financování s využitím hypotečního úvěru.
- Kupující nemusí procházet složitým procesem u tradičních poskytovatelů půjček.
- Pokud není sjednáno, není nutné sjednávat pojištění proti neschopnosti splácet nebo pojištění domu.
- Prodávající může získat vyšší výnos ze své investice tím, že vlastní kapitál zhodnotí o sjednaný úrok.
- Pro kupující je možnost financování prodávajícím velmi atraktivní, což přináší výhody prodávajícímu:
  - možnost sjednání vyššího úroku,
  - možnost vyjednání vyšší prodejní ceny,
  - možnost prodeje nemovitosti „tak jak je“, bez nutnosti stagingu nebo oprav.
- Pokud se nemovitost prodá se značným ziskem, rozložením zisku do několika let může prodávající snížit svoji daňovou zátěž.

## Nevýhody
- Kupující nemusí mít ochranu v podobě pojištění domu nebo pojištění proti neschopnosti splácet.
- Prodejce nemusí získat úplný obrázek o bonitě nebo finanční situaci kupujícího, což by mohlo zvýšit pravděpodobnost nedodržení jeho závazků.
- Prodávající mohl pro přilákání kupujících souhlasit s velmi nízkou zálohou od kupujícího a kupující díky minimální investici mohl upustit od svých závazků.